# August Jauch

August Jauch

Johannes Carl August Jauch (* 2. März 1848 in Pöhls bei Oldesloe; † 21. November 1930 in Hamburg) war ein holsteinischer Gutsherr und Hamburger Politiker.

## Herkunft und Familie
Jauch entstammt dem hanseatischen Geschlecht Jauch. Er wurde als zweites Kind des Hermann Jauch (1817–1859) und seiner Frau Sophia geb. Wüstney (1822–1895) geboren. Jauch war in erster Ehe mit seiner Cousine Anna Lührsen (1854–1890) und in zweiter Ehe mit der Kaufmannstochter Catharina Margaretha Matthiessen († 1930) verheiratet. Jauch hatte zwei Kinder aus jeder Ehe, darunter der Plantagen- und Fabrikbesitzer zu Guatemala Otto Jauch (1874–1949) und der Erste Staatsanwalt zu Hamburg Heinrich Jauch (1894–1945).
Sein Schwager war der personaladelige – er führte das Prädikat gemäß Hamburger Übung nicht – Kaiserlich-Deutsche außerordentliche Gesandte und Minister Johannes Lührsen (1838–1903). Seine Neffen waren Hans von Feldmann, Generalleutnant und Staatssekretär, und Otto von Feldmann, Oberstleutnant i. G., im Ersten Weltkrieg Chef der Operationsabteilung des Osmanischen Großen Hauptquartiers.

## Wirken

Gutshaus Fernsicht an der Stör

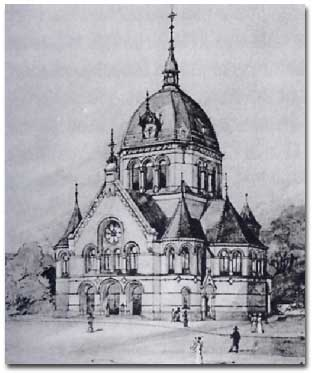
Erlöserkirche Borgfelde, 1943 bei der Operation Gomorrha zerstört

Jauch erwarb 1870 von dem Hamburger Hugenotten Camille Vidal die Besitzungen Fernsicht und Marienhof an der Stör bei Kellinghusen. Fernsicht war bis dahin Sitz von Vidals Firma gewesen, die in Kellinghusen Tonwaren fabrizierte.
Jauch bewirtschaftete das Gut zunächst selbst, bevor er später nach Hamburg wechselte und sich öffentlichen Aufgaben widmete. Mit der Familie Mannhardt war Jauch seit seiner Erziehung im Mannhardtschen Knabeninstitut auf Schloss Hanerau befreundet, das auch sein Cousin und späterer Schwager Johannes Lührsen besuchte. 1881 überließ er Julius Mannhardt die „Villa Fernsicht“ als Wohnhaus, von wo aus Mannhardt seine Praxis in Neumünster betreute. Dort trafen sich 1884 der mit Mannhardts befreundete Theodor Storm und Detlev von Liliencron, seinerzeit Kirchspielvogt in Kellinghusen.
Jauch kämpfte als Vizewachtmeister im Krieg von 1870/71 im 2. Brandenburgischen Ulanen-Regiment Nr. 11 und im Ersten Weltkrieg und führte noch 1916 als Rittmeister 56-jährig eine Schwadron der Landwehr in Galizien. Er erhielt 1870/71 das Eiserne Kreuz 2. Klasse verliehen. Auf Erwerb nicht angewiesen, siedelte er 1890 von seinem Gut nach Hamburg über, um sich seitdem dem öffentlichen Wohl zu widmen.
Jauch war 1893–1895 und 1898–1915 Notabelnabgeordneter der Hamburgischen Bürgerschaft. Selbst Mitglied einer alten Kaufmannsfamilie trat er in die Fraktion der Rechten ein, welche die Interessen der Großbürger vertrat. Die Fraktion der Linken bildeten vorwiegend Handwerker, die Fraktion des Linken Zentrums vorwiegend Industrielle. 1902–1904 gehörte Jauch dem Bürgerausschuss an.
Jauch setzte sich – dem Vorbild seiner Tante, der Philanthropin Auguste Jauch (1822–1902), folgend und gleich seinem Neffen Robert Jauch (1856–1909) – in besonderer Weise für die Belange der Armen und Waisen in Hamburg ein. Er war neben seiner Tätigkeit als Notabelnabgeordneter zusammen bald zwanzig Jahre Mitglied der Behörden für Wohnungspflege und für die Zwangserziehung, Mitglied der Aufsichtsbehörde für die milden Stiftungen, Mitglied des Waisenhauskollegiums, für dieses Kreisvorsteher für Hohenfelde und Borgfelde, Mitglied des Armenkollegiums, für dieses Vorsteher des Kreises I für die Armenpflege und Mitglied der Sektion für das Werk- und Armenhaus, Mitglied der Vormundschaftsbehörde, Vormundschaftsrichter, Vorsitzender und Ehrenvorsitzender der Taubstummenanstalt, Vorstand der Jauchschen Stiftung „Heim für alte Männer“, der Nordheim-Stiftung in Sahlenburg, der Wilhelm-Jantzen-Stiftung sowie weiterer Stiftungen.
In seiner Kirche war Jauch Gemeindeältester der Kirchengemeinde Hamburg-Borgfelde, Mitglied des Kirchenvorstands, 1. Vorsitzender des Verwaltungsausschusses der Gemeinde (Beede), Mitglied der Synode und des Konvents, maßgeblich beteiligt am Bau der alten Erlöserkirche 1902/03.